# Simulium katangae
Simulium katangae är en tvåvingeart som beskrevs av Alex Fain 1951. Simulium katangae ingår i släktet Simulium och familjen knott. Inga underarter finns listade i Catalogue of Life.